# Alexei Zagorni
Alexei Zagorni (Yaroslavl, Rusia, 31 de mayo de 1978) es un atleta ruso, especialista en la prueba de lanzamiento de martillo, con la que llegó a ser medallista de bronce mundial en 2009.

## Carrera deportiva
En el Mundial de Berlín 2009 gana la medalla de bronce en lanzamiento de martillo, con una marca de 78,09 metros, tras el esloveno Primož Kozmus y el polaco Szymon Ziółkowski. 
Tres años después, en el Campeonato Europeo de Atletismo de 2012 ganó la medalla de plata en la misma prueba, llegando hasta los 77.40 metros, tras el húngaro Krisztián Pars y por delante del polaco Szymon Ziółkowski (bronce con 76.67 metros).